# 미타라시못 (기후시)

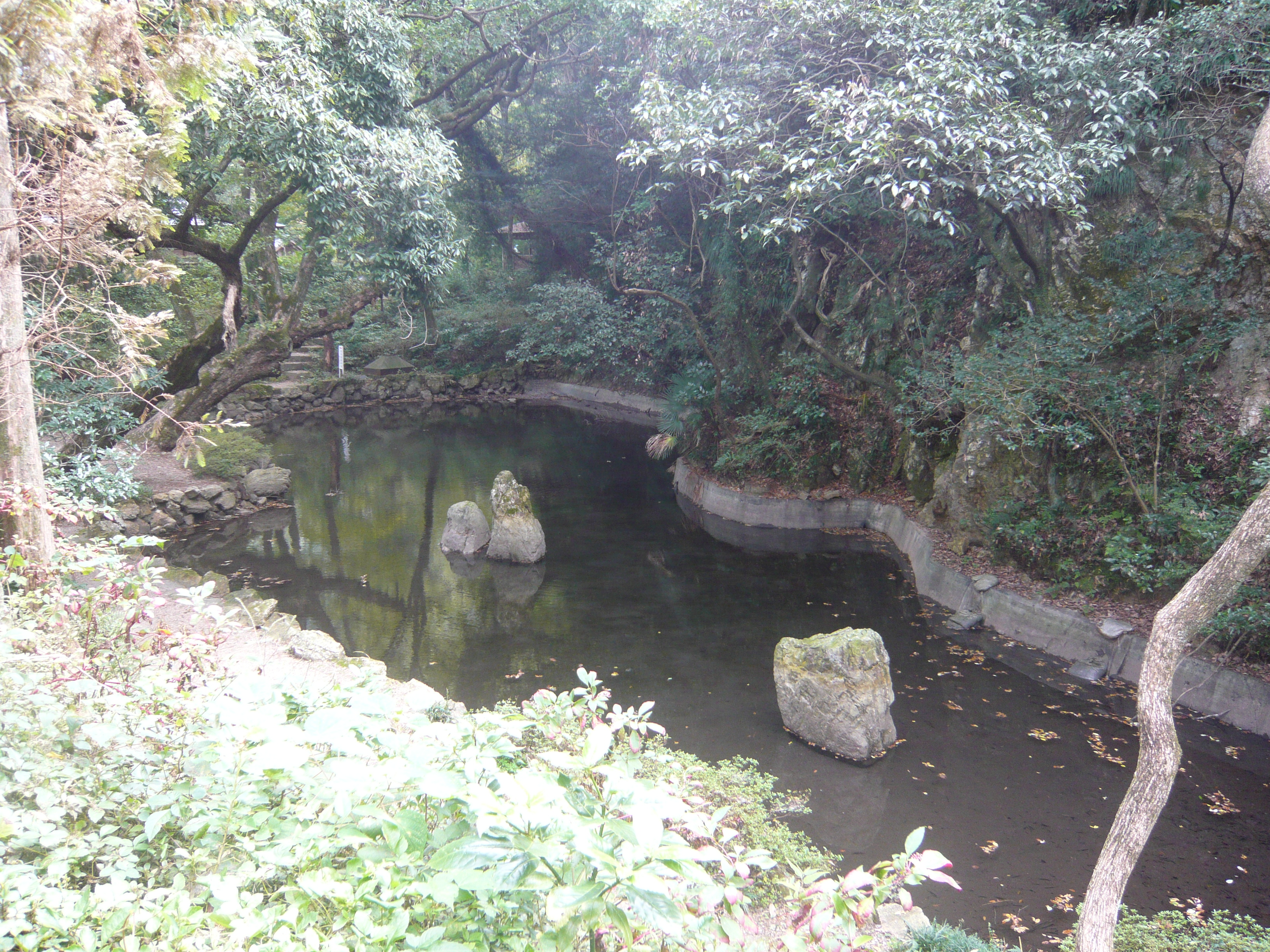
미타라시못

미타라시못(일본어: 御手洗池 미타라시이케[*])은 기후현 기후시에 있는 못이다. 기후 공원 북동부, 일중우호 정원과 기후 호국신사 사이에 위치하고 있다. 낚시를 좋아하는 아이들이 연못에서 낚시를 하고 있으면 바늘에 여성의 긴 머리카락이 걸린다고 하는 이야기가 전해져 내려오고 있다.